# Mediapolis
Mediapolis è una città della contea di Des Moines, Iowa, Stati Uniti. La sua popolazione era di 1.560 abitanti al censimento del 2010. Fa parte dell'area micropolitana di Burlington.

## Geografia fisica
Secondo lo United States Census Bureau, ha un'area totale di 1,20 mi² (3,11 km²).

## Storia
Mediapolis fu fondata nel 1869. Inizialmente era una stazione ferroviaria per la città di Kossuth, Iowa in un punto sulla Burlington, Cedar Rapids and Minnesota Railway (successivamente parte della Chicago, Rock Island and Pacific) tra Burlington, Iowa e Wapello, Iowa.Media, che significa "medio", è stato assegnato a polis, che significa "villaggio", poiché Mediapolis si trova a metà strada tra Washington e Burlington.
Dal 1875 alla metà del XX secolo, Mediapolis era un incrocio ferroviario dove la Burlington and Northwestern Railway a Washington, Iowa (successivamente una filiale della Chicago, Burlington and Quincy) incontrava la linea originale nord-sud.
La Rock Island Railroad cessò l'attività nel 1980, portando all'abbandono della linea nord-sud attraverso Mediapolis. Un'industria pesante rimane a 2 miglia a sud-ovest della città, la miniera Sperry della United States Gypsum. Si tratta di una miniera di trivellazioni con un'altezza di 6 metri e mezzo, inaugurata nel 1961 e che impiegava circa 200 persone nel 2010. Di questi, solo 25-50 lavorano effettivamente nella miniera. Nel sottosuolo, la miniera si estende per 1,5 miglia ad ovest e 1,75 miglia a sud del pozzo. Questa è una stanza e una miniera di pilastri con pilastri di 37 piedi che separano le strade larghe 37 piedi su una griglia quadrata.
Il 10 agosto 1998, l'ex running back della NFL Tony Baker morì in un incidente stradale sulla U.S. Route 61, appena a sud di Mediapolis.

## Società

### Evoluzione demografica
Secondo il censimento del 2010, la popolazione era di 1.560 abitanti.

### Etnie e minoranze straniere
Secondo il censimento del 2010, la composizione etnica della città era formata dal 98,5% di bianchi, lo 0,3% di afroamericani, lo 0,1% di nativi americani, lo 0,0% di asiatici, lo 0,0% di oceanici, lo 0,3% di altre razze, e lo 0,8% di due o più etnie. Ispanici o latinos di qualunque razza erano l'1,0% della popolazione.